# 피터의 용
《피터의 용》(영어: Pete's Dragon)은 1977년 공개된 미국의 실사 및 애니메이션 영화이다.

## 줄거리
1900년대 초 메인주에서 피트라는 고아는 이전에 자신을 구입했던 고간 가족이라는 끔찍하고 학대적인 농장 가족으로부터 엘리엇이라고 부르는 보이지 않는 힘의 도움을 받아 도망친다. 그들은 그에게 돌아오라고 요구하고 더 잘 대우해주겠다고 약속했지만, 동시에 그를 심하게 벌 줄 생각이었다. 그들이 수색을 포기한 후, 그는 잠이 든다. 다음 날 아침, 그가 깨어나자 엘리엇은 투명해질 수 있는 초록색 용으로 밝혀진다.
피트와 엘리엇은 파사마쿼디를 방문하는데, 그곳에서 보이지 않는 엘리엇의 서투름으로 인해 피트는 불운의 원인으로 낙인찍힌다. 등대지기 램피는 선술집에서 비틀거리며 나와 그를 마주친다. 엘리엇은 모습을 드러내고 램피는 겁에 질려 마을 사람들에게 달려간다. 그들은 그의 주장을 술 취한 횡설수설로 치부한다. 바닷가 동굴에서 피트는 엘리엇이 문제를 일으킨 것에 대해 꾸짖는다. 그들이 화해하는 동안, 램피의 딸 노라가 나타나 밀물 때문에 피트가 그곳에 안전하지 않다고 경고한다. 그가 고아이고 이 지역 출신이 아니라는 것을 깨달은 그녀는 등대에서 그에게 피난처를 제공하고, 그들은 유대감을 형성한다. 그는 전년도에 배가 바다에서 실종된 약혼자 폴의 이야기를 듣고, 엘리엇에게 그를 찾아달라고 부탁하겠다고 약속한다.
떠돌이 돌팔이 의사 터미너스와 그의 조수 호기는 그들의 귀환에 분노한 어리석은 마을 사람들을 설득한다. 램피가 엘리엇이 살고 있는 동굴로 호기를 데려가 그가 실재한다는 것을 증명하려 하지만, 그들의 만남은 엉망이 되고 그들은 도망친다. 호기는 터미너스 박사에게 엘리엇에 대해 말하려 하지만, 그는 믿지 않는다. 다음 날, 지역 어부들은 물고기 부족에 대해 불평하며 피트의 잘못이라고 믿는다. 노라는 어장이 때때로 바뀐다고 말하며 피트를 마을로 환영해야 한다고 말한다. 그날 밤, 노라와 램피는 엘리엇을 봤다는 램피의 주장과 폴이 돌아올 것이라는 노라의 믿음에 대해 논쟁한다.
노라는 피트를 학교에 데려가고, 그곳에서 교사 테일러 양은 엘리엇의 장난 때문에 그를 벌한다. 분노한 엘리엇은 학교 건물에 부딪혀 벽에 그의 형상을 남기고 마을 사람들을 겁에 질리게 한다. 이제 엘리엇이 실재한다고 확신한 터미너스 박사는 책에서 용의 어떤 물리적 속성이라도 치료제와 강장제로 사용될 수 있다는 것을 발견하고, 호기와 공모하여 의료 이익을 위해 엘리엇을 착취한다. 피트는 노라와 램피의 함께 살자는 초대를 받아들인다. 고간 가족이 마을에 도착하여 그를 돌려달라고 요구하며, 그들이 합법적으로 50달러(수수료 별도)에 그를 샀다는 것을 증명하는 문서를 내밀지만, 노라는 그를 넘겨주기를 거부한다. 고간 가족이 보트에서 그들을 쫓아오자, 엘리엇은 보트를 침몰시켜 피트를 구한다. 터미너스 박사는 고간 가족과 피트와 엘리엇을 잡는 거래를 하고, 심지어 엘리엇을 잡는 것이 그들의 문제를 해결할 것이라고 마을 사람들을 설득한다.
그날 저녁, 폭풍이 몰아치고, 바다에서는 폴을 태운 배가 파사마쿼디로 접근한다. 터미너스 박사는 피트를 보트하우스로 유인하고 호기는 엘리엇에게 똑같이 하여 엘리엇은 그물에 걸리지만, 스스로 풀려난다. 그는 고간 가족과의 대치에서 피트를 구하고, 고간 가족은 마침내 패배를 인정하고 그가 그들의 문서를 파괴한 후 도망친다. 터미너스 박사는 그에게 작살을 쏘려 하지만, 그의 다리가 밧줄에 걸려 그는 천장을 뚫고 튕겨져 올라가 유틸리티 폴 근처에 거꾸로 매달리게 된다. 엘리엇은 시장, 테일러 양, 그리고 마을 위원회 구성원들을 떨어지는 유틸리티 폴로부터 구하며 자신을 그들에게 드러낸다. 등대에서는 유랑 파도에 의해 램프가 꺼져 있었다. 엘리엇은 자신의 불로 램프를 켜고, 노라에게 자신을 드러내며 배를 구한다.
다음 날 아침, 시장과 마을 사람들은 엘리엇의 도움에 대해 그를 칭찬하고, 노라는 폴과 재회한다. 그는 케이프 해터러스에서 난파선의 유일한 생존자였고 기억상실을 겪었지만, 무언가가 그를 침대에서 떨어뜨려 기억을 되찾게 했다고 설명한다. 엘리엇은 피트에게 이제 새로운 가족이 생겼고 마침내 안전해졌으니, 다른 어려움에 처한 아이를 돕기 위해 떠나야 한다고 말한다. 이를 곧 받아들인 피트는 그와 그의 가족이 그가 날아가는 것을 지켜보는 동안 그에게 작별 인사를 하고, 피트는 그가 하늘로 사라지는 동안 자신이 투명해야 한다고 상기시킨다.

## 출연

### 주연
- 헬렌 레디
- 짐 데일
- 미키 루니
- 레드 버튼스
- 쉘리 윈터스
- 진 킨

### 조연
- 짐 바쿠
- 찰스 타이너
- 게리 모건
- 칼 바틀렛
- 찰리 캘라스

## 기타
- 원작자: 세튼 I. 밀러
- 공동연출: 잭 마틴 스미스
- 특수효과: 대니 리
- 애니메이션감독: 돈 블루스
- 애니메이션: 켄 앤더슨